# Livio Vacchini
Livio Vacchini (Locarno, 27 februari 1933 - Bazel, 2 april 2007) was een Zwitsers architect. Hij maakte deel uit van de 'Tessiner School'. 
Van 1953 tot 1958 volgde hij een opleiding bouwkunde aan de technische hogeschool ETH Zürich. Voor zijn opleiding verbleef hij ook enige tijd in Stockholm en Parijs om inspiratie op te doen. Een jaar na zijn afstuderen startte hij zijn eigen architectenbureau in zijn geboortestad Locarno. 
In 1975 brak hij internationaal door met een overzichtstentoonstelling in Zürich met de naam Architektur des Aufbegehrens. 
Vacchini heeft voor tal van gebouwen in Zwitserland het ontwerp gemaakt. Zo zijn verschillende schoolgebouwen in Locarno van zijn hand, evenals het nieuw gebouwde hoofdpostkantoor van 
deze stad. Ook in andere delen van het Italiaanstalige kanton Ticino was Vacchini actief. Zo zorgde hij voor een grote opknapbeurt van het Piazza del Sole in de kantonale hoofdstad Bellinzona. Een van de grootste uitdagingen was voor Vacchini de bouw van de school voor architectuur in het Franse Nancy. 
Van 1975 tot 1988 had het architectenbureau van Vacchini een tweede vestiging in Zürich (samen met Luigi Snozzi). In 1995 verliet Vacchini Locarno om samen met architecte Silvia Gmur in Bazel een nieuw architectenbureau te beginnen. Toch bleef Locarno belangrijk voor Vacchini. Hij bouwde er onder meer het bedrijvencomplex 'La Ferriera' (voltooid eind 2003). Het gebouw is een solide uit staal opgetrokken blok en was direct het mikpunt van veel kritiek. Het zou te lomp en massief zijn en het oude stadsgezicht van Locarno ontsieren.
In 2001 volgde de Zwitserse filmmaker Adriano Kestenholz Vacchini en maakte daarover een documentaire met de titel Livio Vacchini. La sala polivalente di Losone. De documentaire won later dat jaar een prijs op een internationaal documentairefestival in Parijs. 

## Ontwerpen van Livio Vacchini

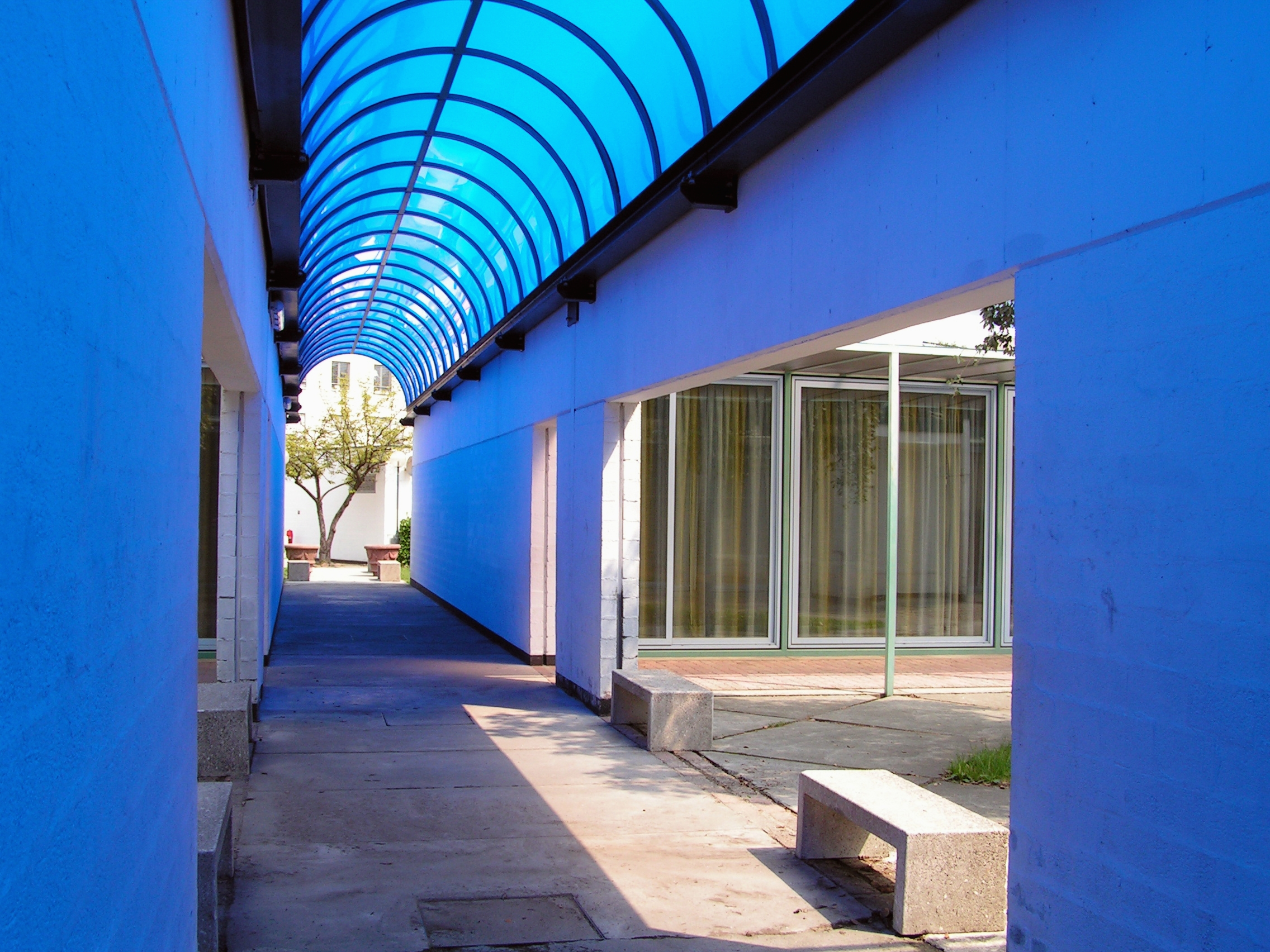
School Locarno-Saleggi (1972-78)
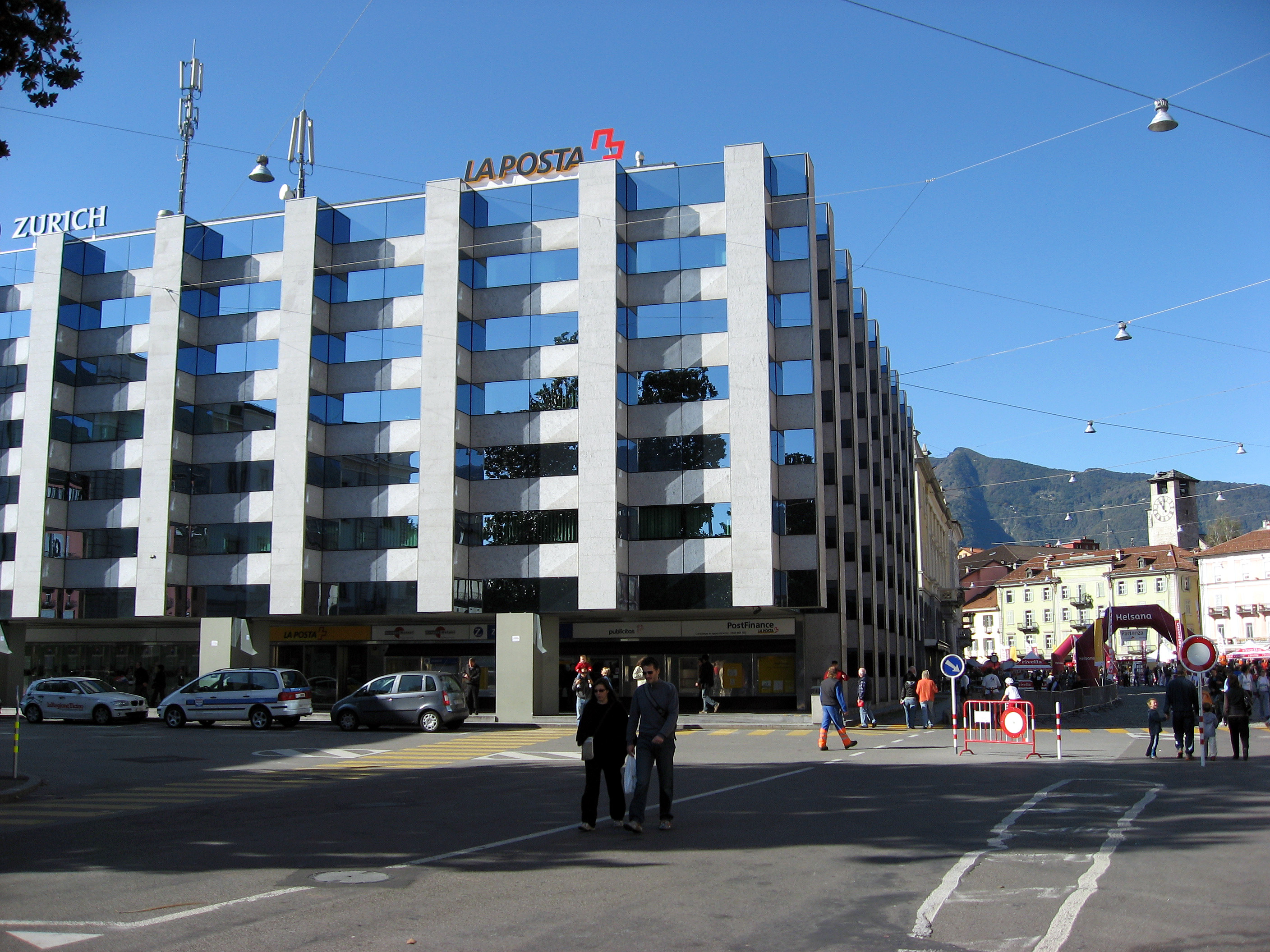
Postsorteergebouw Locarno (1988-95)
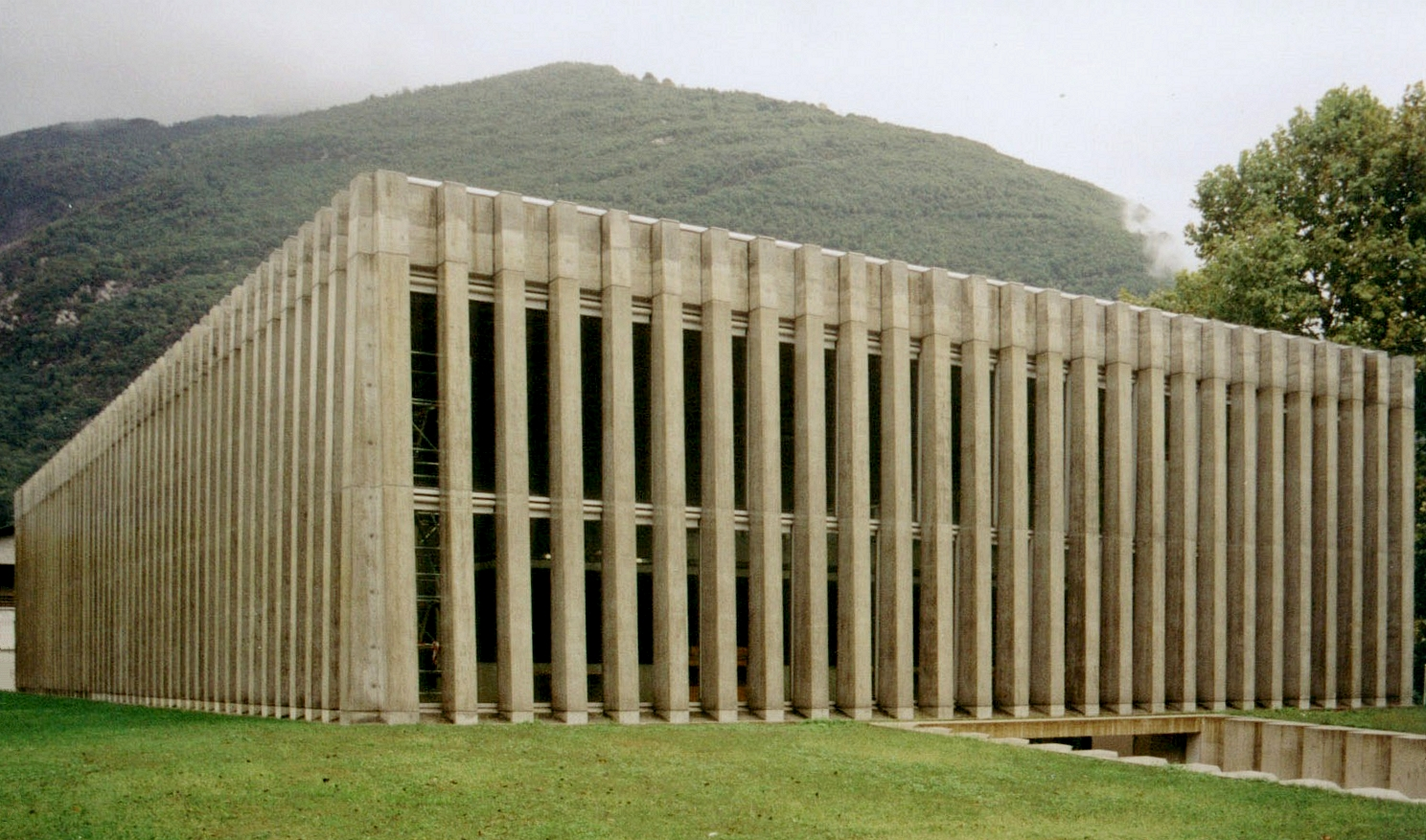
Palestra Caserma, Losone (1990-97)
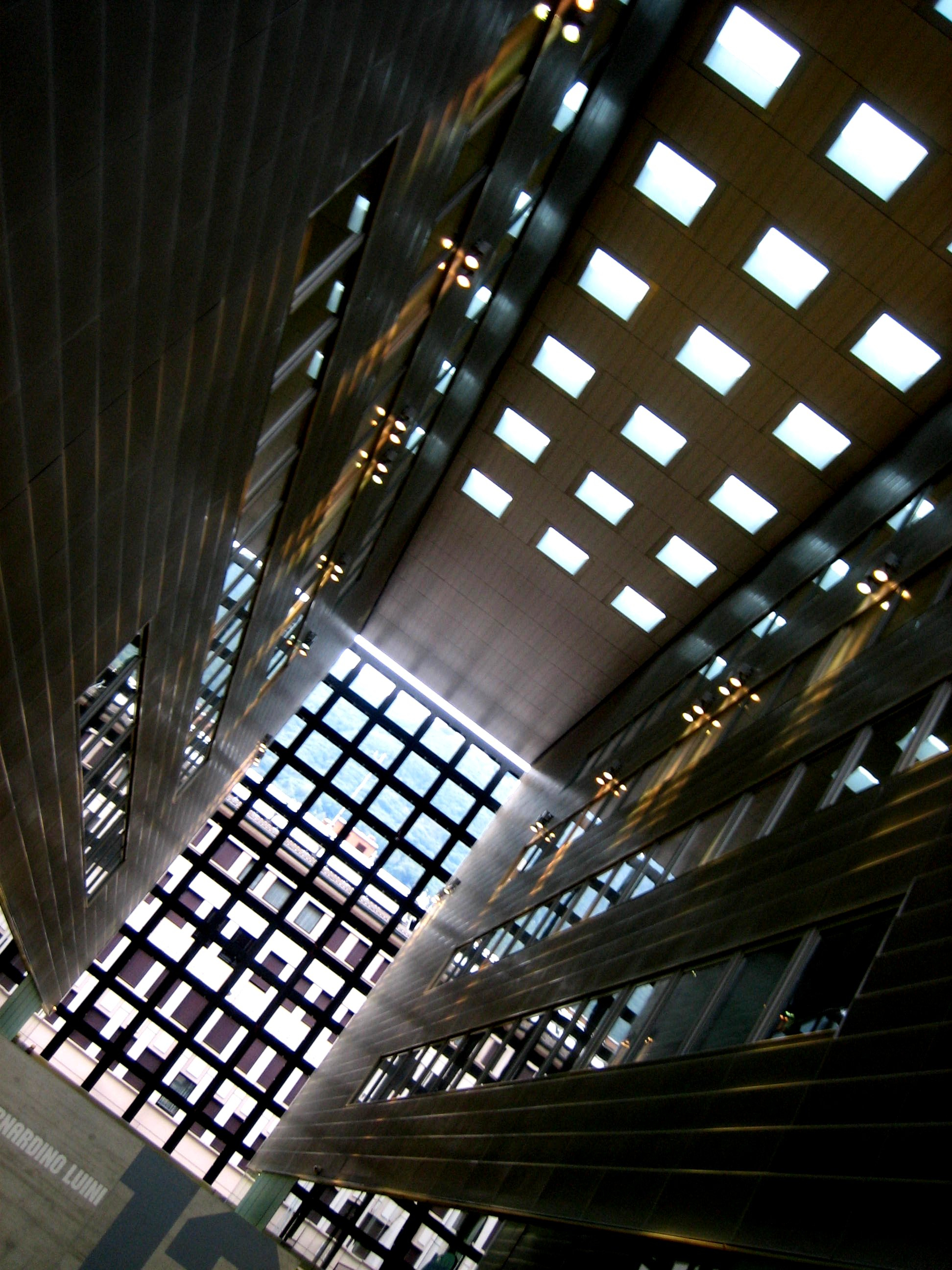
La Ferreira, Locarno (2003)